# 玉名郵便局
玉名郵便局（たまなゆうびんきょく）は熊本県玉名市にある郵便局。民営化前の分類では集配普通郵便局であった。

## 概要
住所：〒865-8799 熊本県玉名市中1808-2

## 沿革
- 1872年8月4日（明治5年7月1日） - 高瀬（たかせ）郵便取扱所として開設[1]。
- 1875年（明治8年）1月1日 - 高瀬郵便局（五等）となる。
- 1879年（明治12年）6月16日 - 為替取扱を開始。
- 1880年（明治13年） - 貯金取扱を開始。
- 1892年（明治25年）2月1日 - 高瀬郵便電信局となる。
- 1903年（明治36年）4月1日 - 通信官署官制の施行に伴い高瀬郵便局となる。
- 1949年（昭和24年）3月1日 - 特定郵便局から普通郵便局に局種別改定[2]。
- 1950年（昭和25年）5月21日 - 玉名郵便局に改称[3]。
- 1956年（昭和31年）10月11日 - 電話通話および和文電報受付事務の取扱を開始。
- 1956年（昭和31年）11月1日 - 梅林簡易郵便局の廃止に伴い、取扱事務を承継。
- 1957年（昭和32年）3月 - 局舎増築落成。
- 1964年（昭和39年）11月1日 - 伊倉郵便局から集配業務を移管。
- 1970年（昭和45年）3月16日 - 玉名市亀甲から同市中に移転。
- 1993年（平成5年）3月28日 - 玉名三ツ川郵便局の廃止に伴い、取扱事務を承継。
- 1994年（平成6年）3月18日 - 築地簡易郵便局の廃止に伴い、取扱事務を承継。
- 1998年（平成10年）9月1日 - 外国通貨の両替および旅行小切手の売買に関する業務取扱を開始。
- 2007年（平成19年）10月1日 - 民営化に伴い、併設された郵便事業玉名支店に一部業務を移管。
- 2012年（平成24年）10月1日 - 日本郵便株式会社発足に伴い、郵便事業玉名支店を玉名郵便局に統合。
- 2019年（平成31年）2月18日 - 天水郵便局および高道郵便局から集配業務を移管。

## 取扱内容
- 郵便、印紙、ゆうパック、内容証明
- 貯金、為替、振替、振込、国際送金、国債、投資信託
- 生命保険、バイク自賠責保険、自動車保険
- 玉名市内の集配業務
- ゆうゆう窓口
- ゆうちょ銀行ATM

## 周辺
- 玉名市役所
- 玉名市文化センター
- 熊本県立玉名高等学校・附属中学校
- 菊池川

## アクセス
- JR鹿児島本線 玉名駅から北へ約400m（徒歩約4分）
- 産交バス 玉名高校前停留所もしくは専門学校前停留所下車
- 九州自動車道 菊水ICから南西へ約10km
- 熊本県道347号寺田岱明線（旧国道208号）沿い
- 駐車場あり：23台